# Рябокобыленко, Артур Андреевич
Арту́р Андре́евич Рябокобыле́нко (5 апреля 1991, Самарканд, Самаркандская область, Узбекская ССР, СССР) — российский футболист, полузащитник.

## Карьера
Начал заниматься футболом в Самарканде. В детстве с семьей переехал в город Кстово (Нижегородская область). Там он играл за футбольную команду «Импульс». В раннем возрасте футболиста пригласили на просмотр в спортивную школу московского «Спартака», который он успешно прошёл. В 2009 году стал выпускником спартаковской академии, но клуб не стал подписывать с ним контракт. Вскоре футболист заключил контракт с пермским «Амкаром». С первого же сезона в команде стал игроком основы амкаровской молодёжки.
В 2011 году стал привлекаться Рашидом Рахимовым к тренировкам с основным составом пермской команды. Зимой 2012 года ездил на первый предсезонный сбор с первой командой. В товарищеском матче с новороссийским «Черноморцем» отметился красивым забитым мячом.
15 февраля был отдан в аренду клубу «Уфа», но, проведя с командой половину предсезонного сбора, 23 февраля покинул расположение команды, базировавшейся на Кипре, и вернулся в «Амкар».
12 марта впервые попал в заявку «Амкара» на матч чемпионата России с нальчикским «Спартаком» (2:1), но на поле так и не появился. 14 апреля, в матче с Крыльями Советов (1:2), дебютировал в составе пермского клуба в Премьер-лиге. Он вышел на поле на 71-й минуте встречи, заменив Константина Васильева. 26 августа в матче первенства с «Краснодаром» (2:2) забил свой первый мяч за «Амкар».
В конце июня 2014 года подписал двухлетний контракт с новичком ФНЛ «Тосно». 29 августа был отдан в аренду в «Сокол». 30 августа дебютировал в матче 1/32 Кубка России против «Волги». 25 марта 2024 года медиафутбольный клуб «Амкал» объявил о подписании контракта с полузащитником.